# Cupcake

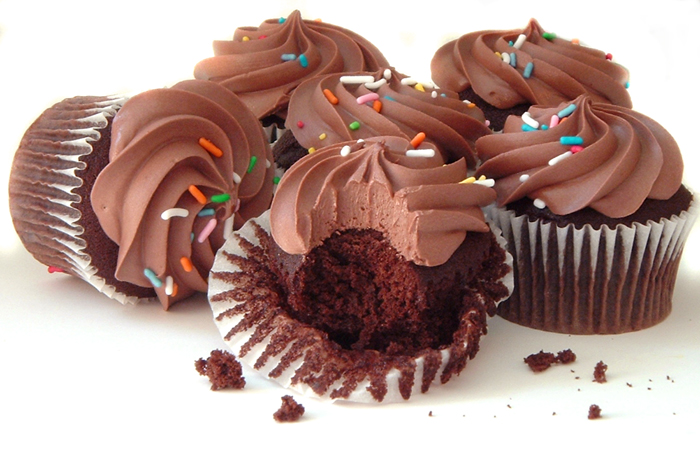
Cupcakes

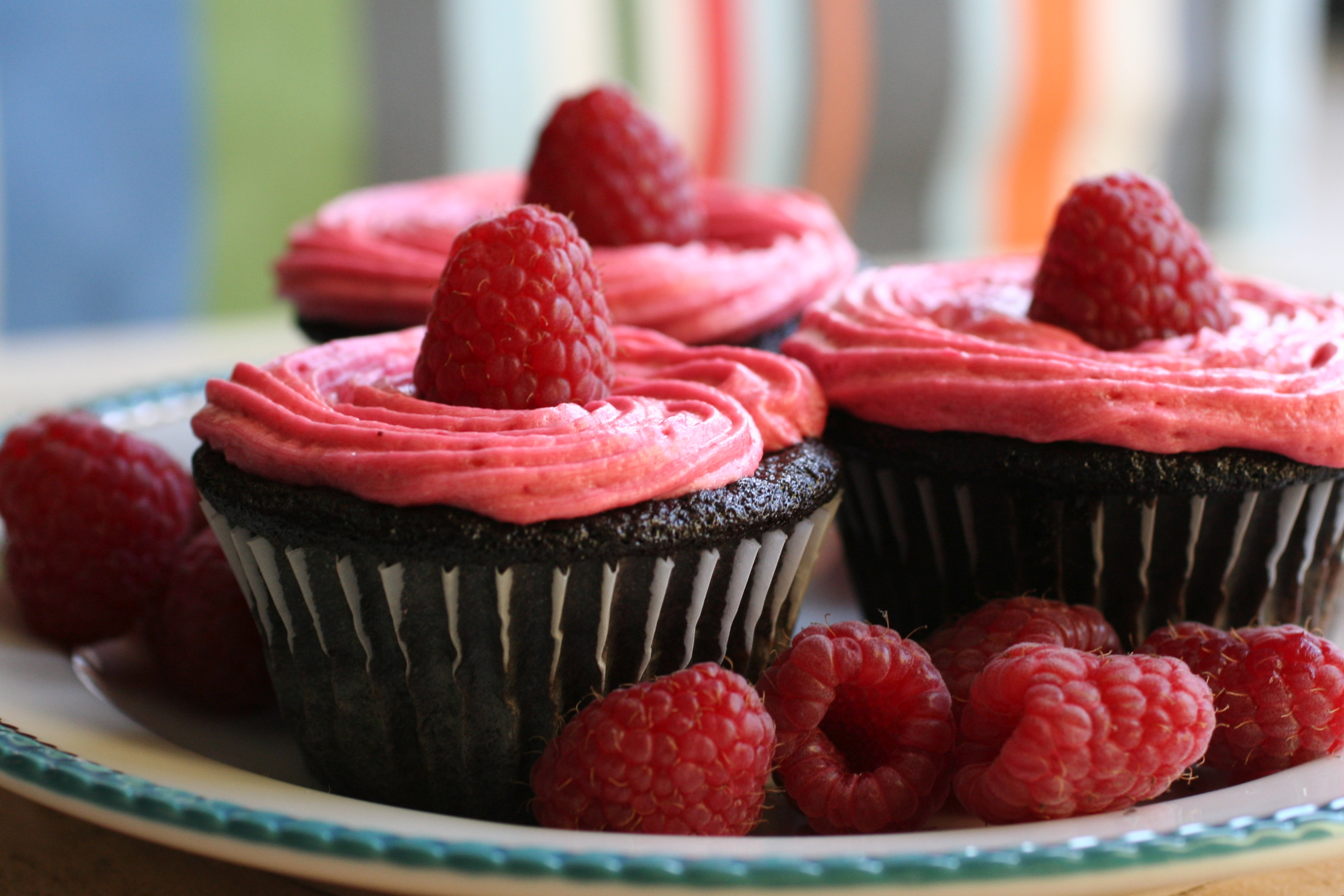
Schokoladen-Cupcakes mit Himbeer-Buttercreme und frischen Himbeeren

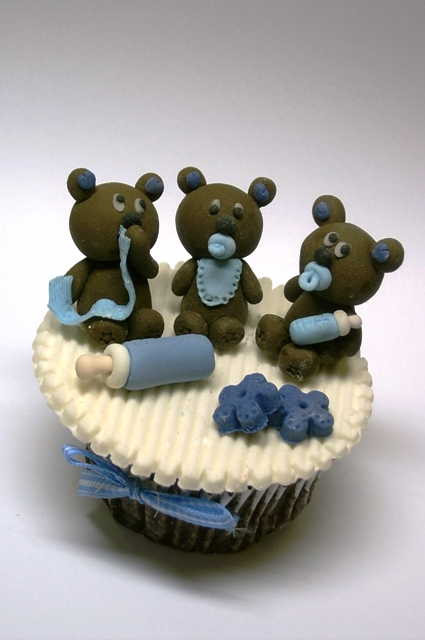
Aufwändig dekorierter Cupcake

Ein Cupcake (amerikanisches Englisch; im britischen Englisch auch fairy cake) ist ein kleiner Kuchen, der in einer tassengroßen Backform gebacken wird und mit einem Guss oder einer Cremehaube versehen ist. Der Name stammt daher, dass der Teig ursprünglich in einer Tasse (cup) gebacken wurde. Der Begriff Cupcake wurde im Kochbuch American Cookery der US-Amerikanerin Amelia Simmons von 1796 zum ersten Mal niedergeschrieben.
Cupcakes gelten als Beispiel für einen Nahrungstrend, dessen Entstehen sich gut nachvollziehen lässt: Cupcakes waren lange Zeit eine eher alltägliche Gebäcksorte, in den späten 1990er Jahren begannen jedoch in New York einzelne Bäckereien, aufwändig dekorierte Cupcakes zu verkaufen und trafen auf reges Kundeninteresse. Der Trend wurde zunehmend auch von Medien aufgegriffen, und Cupcakes entwickelten sich in Nordamerika innerhalb weniger Jahre zu einem „In“-Produkt.
In den Vereinigten Staaten, in Kanada und Großbritannien findet man derzeit eine Vielzahl von auf Cupcakes ausgerichteter Cafés. In anderen Ländern, in denen Süßgebäck in einem anderen kulturellen Kontext steht, hat der Trend weniger Fuß gefasst. Jedoch gibt es auch in größeren deutschen Städten auf Cupcakes spezialisierte Cafés und Bäckereien.
Muffins gelten als der Vorläufer des aktuellen Cupcake-Trends. Cupcakes sind im Vergleich zum Muffin süßer, werden wie Muffins aus Rührteig hergestellt, enthalten aber in der Regel keine Nüsse oder ähnliches. Sie werden außerdem nach dem Backen mit einem Guss versehen. Rein äußerlich erkennt man den Unterschied am Topping, denn Muffins haben in der Regel keine Cremehaube.

## Etymologie
Für kleine, in tassenartigen Formen gebackene Kuchen kennt der englische Sprachraum eine Reihe verschiedener Begriffe. Im Vereinigten Königreich bezeichnet man die Gebäckart, für die sich auch im deutschen Raum der Name Cupcake eingebürgert hat, ursprünglich als Fairy cake („Feenkuchen“). Auch dort wird mittlerweile immer öfter der amerikanische Ausdruck Cupcake verwendet. Gebräuchlich waren ursprünglich auch die Bezeichnungen Queen Cake und Vienna Cake für solche kleinen Kuchen. Der Begriff Cupcake ist in den Vereinigten Staaten bereits so weit in den Wortschatz eingedrungen, dass er auch zu einem Kosewort geworden ist.
Der Begriff Cupcake bezeichnete daneben ursprünglich auch einen Kuchen, dessen Zutaten in Tassen (Cups, 1 Cup entspricht 236 Milliliter) gemessen werden. Er wird traditionell im Verhältnis von 1 Tasse Butter oder Margarine, 2 Tassen Zucker, 3 Tassen Mehl und 4 Eiern hergestellt und in einer großen Kuchenform gebacken.

## Geschichte

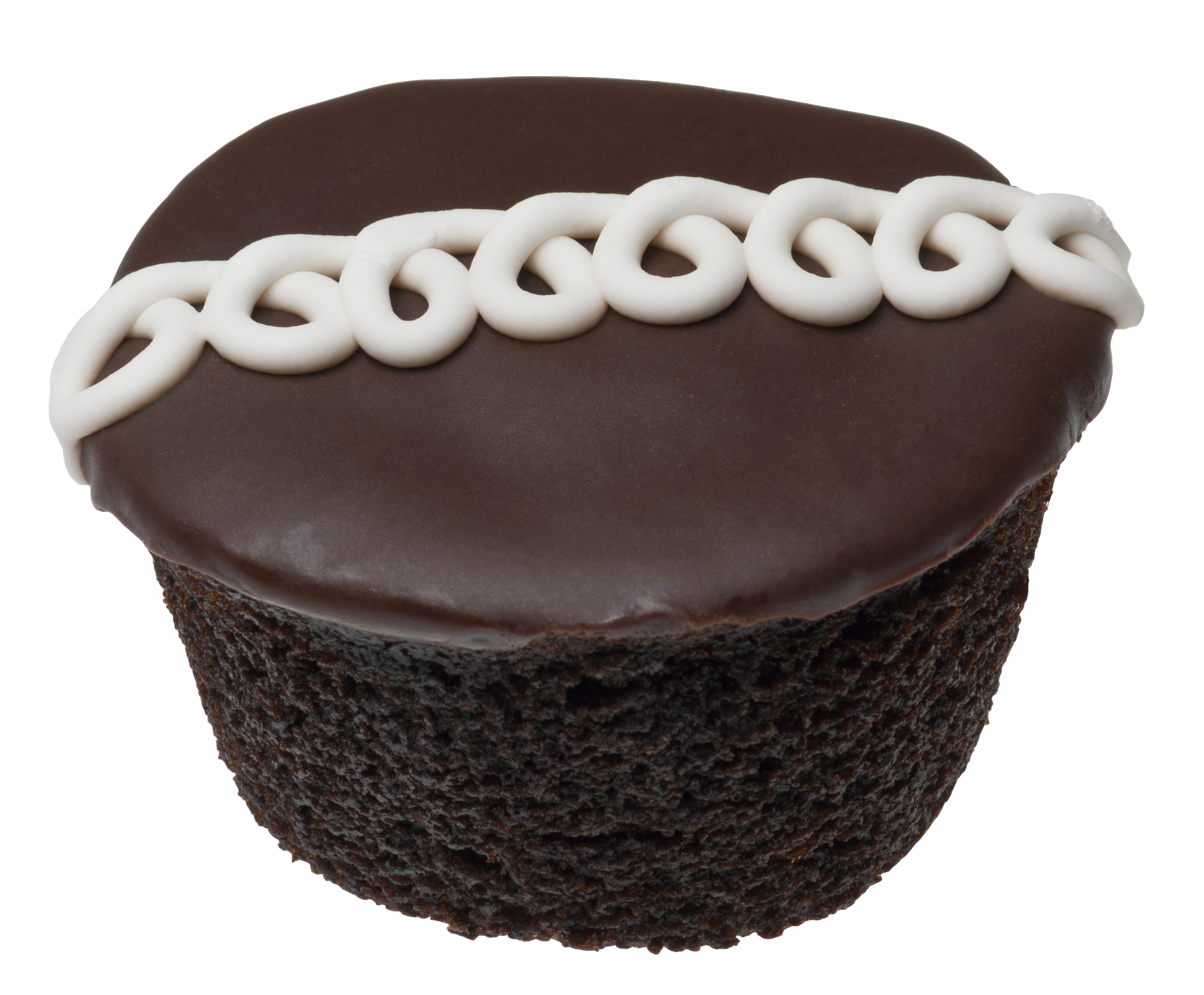
Cupcake der Firma Hostess Brands mit der typischen schlangenförmigen Verzierung

Die Geschichte der industriellen Herstellung dieser Gebäckform begann kurz nach Ende des Ersten Weltkriegs. Die US-amerikanische Firma Hostess Brands brachte einen in Plastik verpackten Schokoladen-Cupcake auf den Markt und verkaufte diesen in Lebensmittelläden in den gesamten USA. Das Produkt fand in anderer Form ab den 1950er Jahren Nachahmer. General Mills brachte unter dem Markennamen Betty Crocker eine Backmischung für Cupcakes auf den Markt, ihnen gleich tat es Nebraska Consolidated Mills unter der Marke Duncan Hines. 1963 kamen die ersten „Easy-Bake Oven“ in den USA auf den Markt und fanden schnell weite Verbreitung. Aufgrund dieser Spielzeugbacköfen, in denen tatsächlich gebacken werden konnte, und dem vorhandenen Angebot an Backmischung gehörten Cupcakes häufig zu den ersten Backwaren, die Kinder herstellten.

### Muffins und Cupcakes
In der zweiten Hälfte des 20. Jahrhunderts gehörten in US-amerikanischen Läden und Cafés Cupcakes gemeinsam mit Muffins, Brownies und Cookies zum Standard-Gebäcksortiment. Cupcakes wurden gewöhnlich in der Geschmacksrichtung Vanille und Schokolade angeboten, die jeweilige Cremehaube oder Guss variierte, machte aber in den seltensten Fällen mehr als 20 Prozent des Gesamtgewichtes des Gebäcks aus. In den 1970er und 1980er Jahren fanden in den USA Muffins bei den Kunden wesentlich mehr Nachfrage. David Sax sieht die Ursache in dem damaligen Trend, sich möglichst ballaststoffreich zu ernähren. Sogenannte Bran Muffins, also Muffins mit einem hohen Kleie-Anteil, die typischerweise zum Frühstückskaffee gegessen wurden, galten als gesund und diese Einschätzung wurde auch auf ähnliche Produkte wie Karotten-Muffins, Blaubeer-Muffins und ähnliches übertragen. Erst in den späten 1980er Jahren setzte sich die Erkenntnis durch, dass Muffins mit ihrem hohen Fett- und Zuckeranteil nicht zu den gesünderen Nahrungsmitteln gehören: Muffins verloren allmählich ihre dominierende Stellung im Sortiment US-amerikanischer Cafés.

### TrendsetterMagnolia Bakery

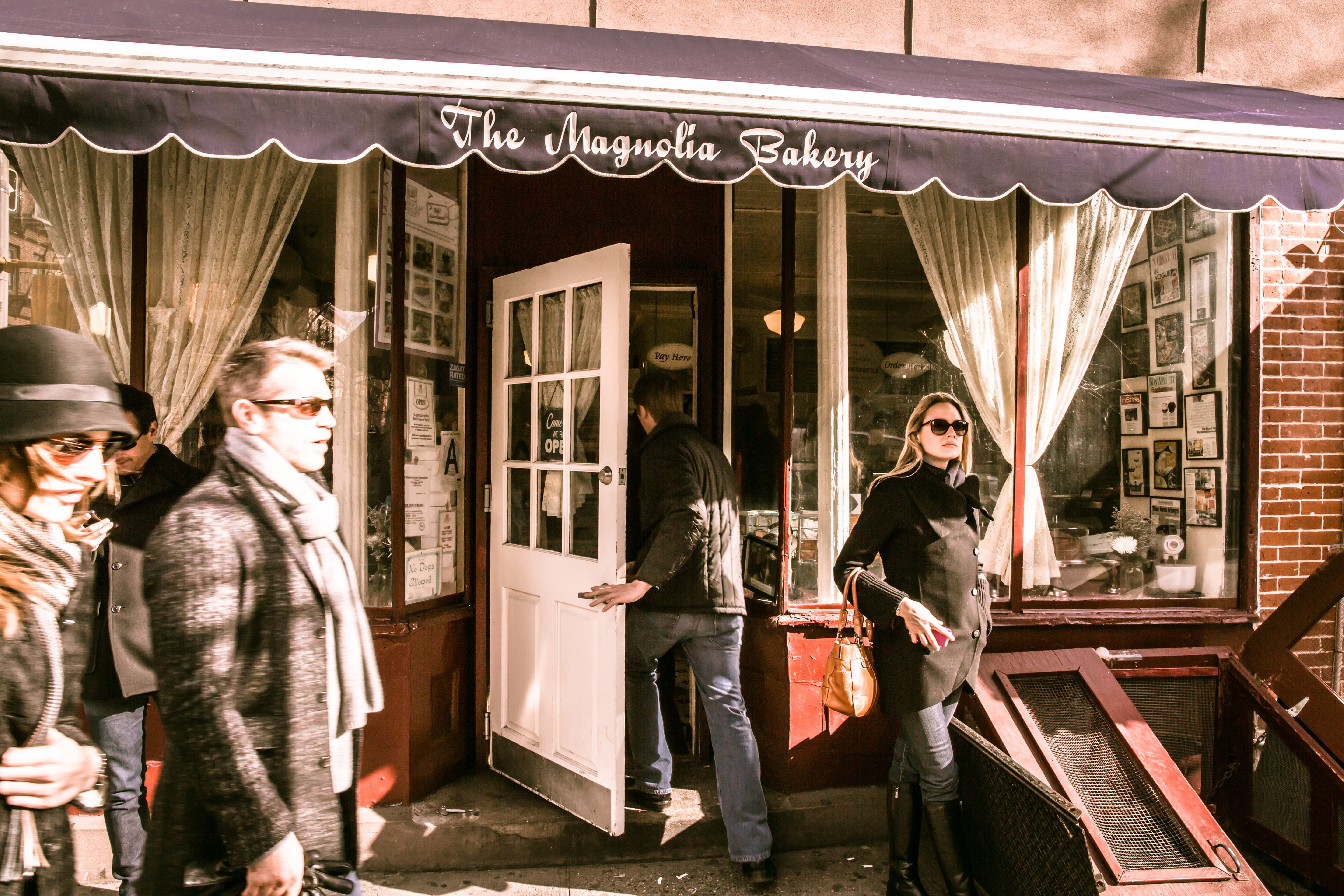
The Magnolia Bakery, 401 Bleecker Street, Manhattan, die als Ursprung des Cupcake-Trends gilt

Cupcakes begannen gegen Ende der 1990er Jahre Muffins in ihrer Popularität abzulösen. Anders als bei anderen Nahrungstrends lassen sich Zeitpunkt und Ursprungsort relativ genau lokalisieren. Die im New Yorker West Village gelegene Magnolia Bakery begann im Herbst 1996 damit, mit Buttercreme-Hauben verzierte Cupcakes zu verkaufen, wenn bei der Herstellung von Geburtstagskuchen Teigmasse übrig geblieben war. Die kleinen Kuchen kamen bei den Kunden sehr gut an. Bereits 1997 bildeten sich gelegentlich Schlangen von Kunden, die speziell diese Gebäcksorte haben wollten.
Die Magnolia Bakery, die erst 1996 ihren Betrieb aufgenommen hatte, fand zunehmend auch in der Presse Erwähnung, einige Bordmagazine von Fluglinien bezeichneten die Bäckerei als New Yorker In-Lokalität. 1999 berichtete die New York Times in einem kurzen Artikel über die zunehmende Popularität von Cupcakes und nannte dabei auch mehrere New Yorker Bäckereien, die diese mittlerweile im Sortiment hatten. Die Magnolia Bakery unterschied sich von diesen anderen Bäckereien unter anderem dadurch, dass sie unter ihren Kunden auch Meinungsmacher aus der Medienwelt hatte. Das brachte der Bäckerei bereits 1998 einen Vertrag mit dem Verlag Simon and Schuster ein. Im Herbst 1999 kam The Magnolia Bakery Cookbook auf den Markt, dessen Titelblatt zwei Cupcakes zierten.

### FernsehserieSex and the Citylässt Cupcakes zum US-weiten Trend werden
Am 9. Juli 2000 wurde die Episode Hindernislauf (Originaltitel der Episode: No Ifs, Ands, or Butts) der Serie Sex and the City erstmals im US-amerikanischen Fernsehen ausgestrahlt. Darin gibt es eine kurze Szene der beiden Schauspielerinnen Sarah Jessica Parker und Cynthia Nixon in ihrer Rolle als Carrie bzw. Miranda, die sie auf einer Bank vor der Magnolia Bakery zeigt. Carrie verzehrt einen Cupcake, während sie mit Miranda ihre aktuellen Beziehungsprobleme diskutiert. Die gesamte Szene dauert lediglich 20 Sekunden, gilt aber als ursächlich dafür, dass sich die Vorliebe für Cupcakes zu einem US-weiten Trend entwickelte. 
David Sax nennt dies in seiner Analyse des Entstehens und Endens von Nahrungstrends verblüffend, denn andere Trends, die ihre Popularität dieser Serie verdanken – darunter der Cocktail Cosmopolitan, Schuhe des Designers Manolo Blahnik und eine bestimmte Form von Vibratoren –, sind entweder ein immer wiederkehrendes Thema oder wesentliches Element einer einzelnen Episode. Als einer der möglichen Gründe gelten die Stadttouren, die Fans zu Handlungsorten der Serie führten und dabei die Magnolia Bakery aufsuchten. Cupcakes, ein eigentlich unspektakuläres Gebäck, das über lange Zeit vorwiegend für Kindergeburtstage gebacken wurde, erlangte dadurch ein hippes Image. In einem Interview mit David Sax wies Jennifer Appel, eine der beiden Gründerinnen der Magnolia Bakery, darauf hin, dass sich nach der Ausstrahlung der Episode ihre Kundschaft auffallend verändert habe: Der durchschnittliche Kunde sei jetzt eine junge, auffallend schlanke Frau.

### Vermutete Trendursachen

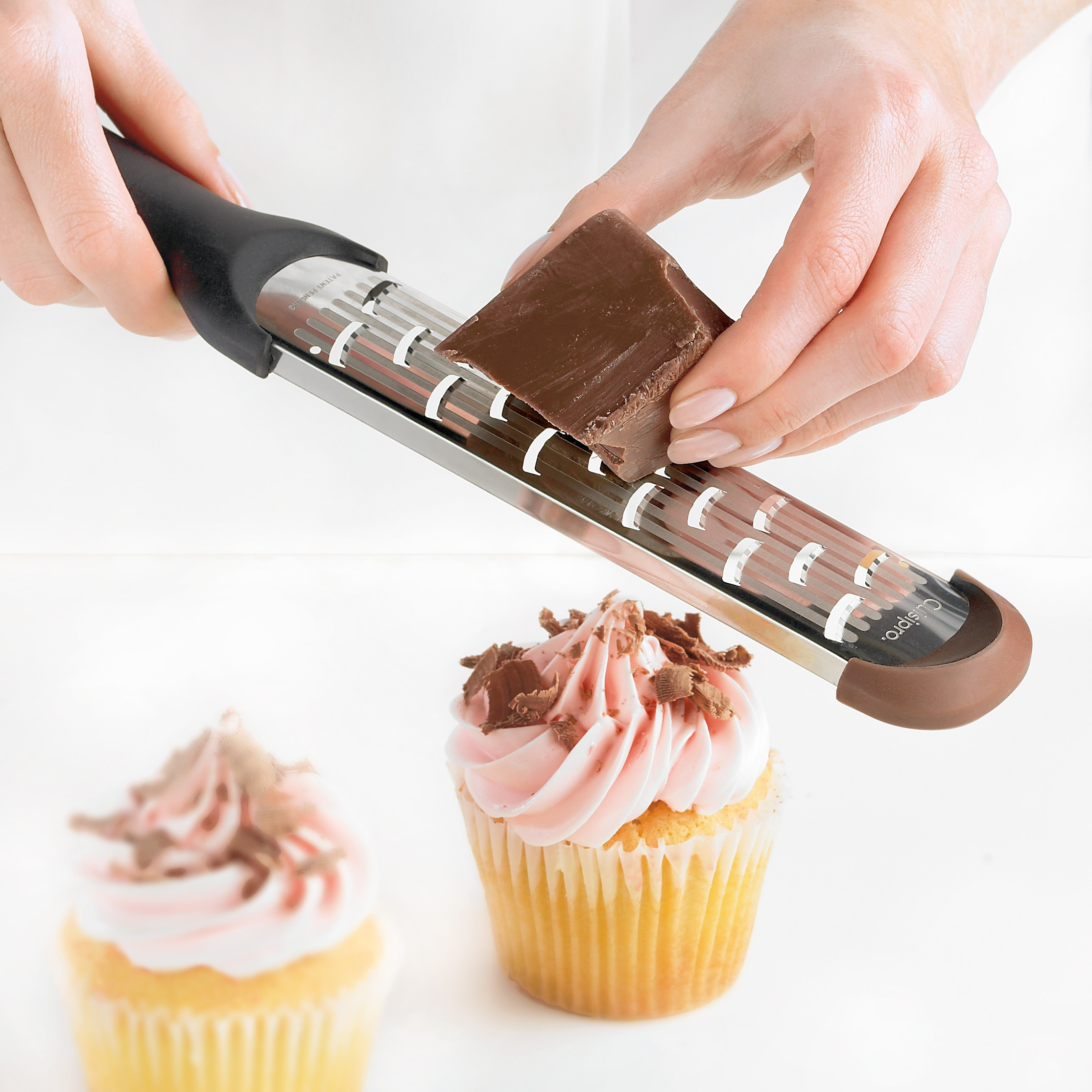
Verzieren von Cupcakes

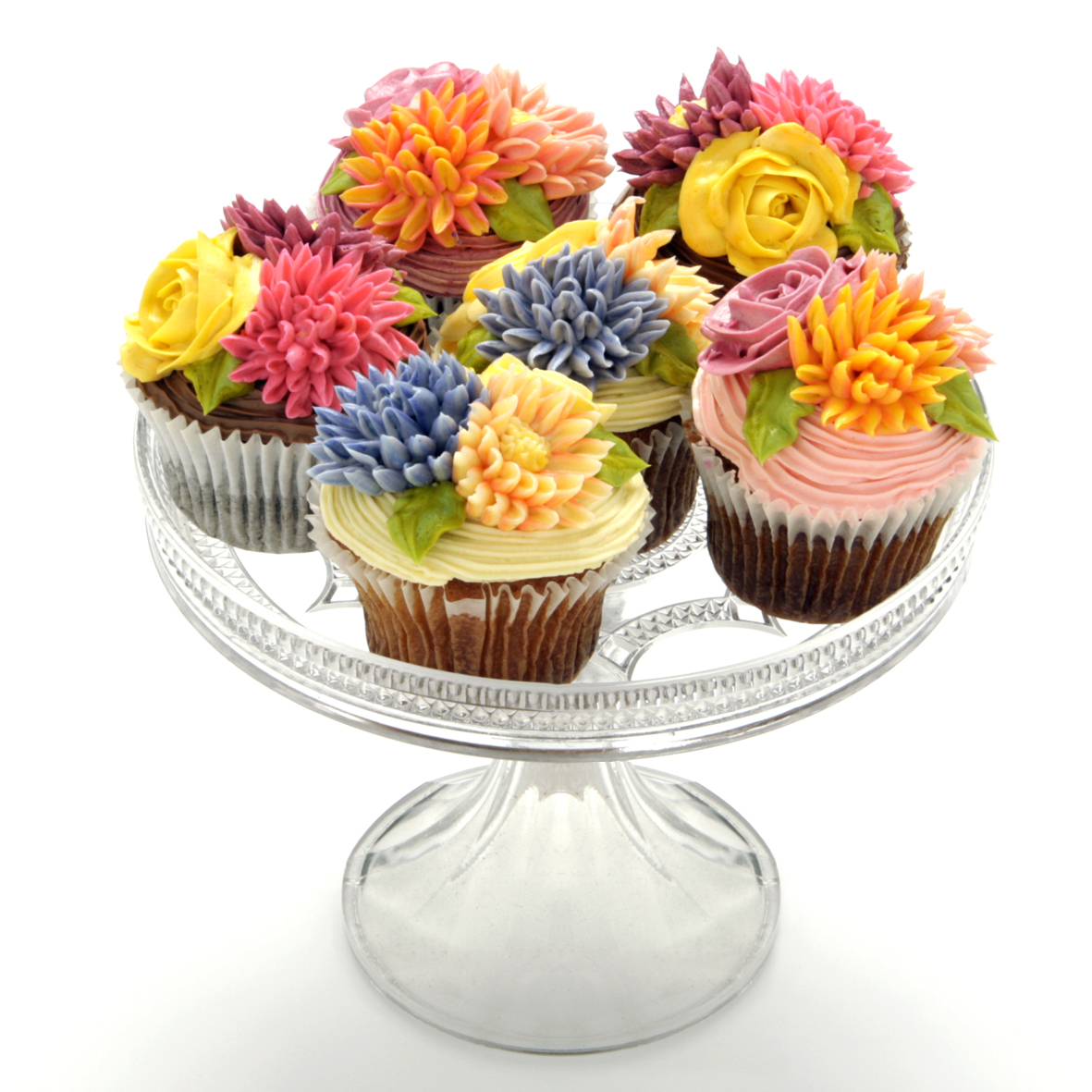
Mit Blumen gestaltete Cupcakes

Der Autor Christopher Nixon stellt die zunehmende Beliebtheit der Cupcakes unter anderem in Zusammenhang mit den Terroranschlägen vom 11. September 2001. Die Anschläge hätten einen Wunsch nach dem Gefühl von Sicherheit und einer besseren, einfacheren Welt ausgelöst. Cupcakes seien ein Symbol einer solchen Welt. Jean Ratzinger, der an der University of California Medienstudien unterrichtet, betont auch, dass zum Erfolg beigetragen habe, dass Cupcakes ein bereits bekanntes Gebäck waren, das für jeden Amerikaner einfach einzuordnen war. Sie waren zugänglich und selbst in einer Stadt, in der es keine Cupcake-Bäckerei gab, konnte man die Zutaten kaufen, um Cupcakes selbst herzustellen.
Insbesondere für Frauen, die sich mit den Figuren und dem Lebensstil der Serie Sex and the City identifizierten, war es ein einfach erlangbares und (anders als die mehrere hundert Dollar teuren Manolo-Blahnik-Schuhe) finanzierbares Symbol moderner Weiblichkeit. Infolge der Serie wurde es hip, Cupcakes zu servieren. Wer bei seiner Hochzeit oder seiner Bürofeier statt aufgeschnittenem Kuchen oder Torte Cupcakes anbot, bewies Klasse und Raffinesse.
David Sax nennt es für den Cupcake-Trend auch wesentlich, dass er seinen Ursprung in New York gehabt habe. Die Stadt weist eine hohe Medienpräsenz auf, tausende nationale und internationale Journalisten leben in dieser Stadt und nehmen zwangsläufig primär Entwicklungen wahr, die sich in ihrer unmittelbaren Umgebung abspielen. Die Berichterstattung über den Erfolg einiger Bäckereien mit Cupcakes begann zunächst beiläufig in der lokalen New Yorker Presse, wurde von anderen größeren Zeitschriften und Zeitungen aufgegriffen und fiel dann auch den Journalisten von landesweit verkauften Publikationen auf. Cupcakes waren zwar ein immer wieder aufgegriffenes Thema von Kochzeitschriften gewesen. Zu den Merkmalen des Trends zu Beginn des 21. Jahrhunderts zählt es jedoch, dass Mode- und Lifestyle-Zeitschriften das Thema aufgriffen und Cupcakes ausdrücklich als neuen In-Trend definierten.
Der Cupcake-Trend fällt außerdem zeitlich mit einer Veränderung der Medienwelt und dem Entstehen von Social Media zusammen. Kochsendungen, die sich zuvor überwiegend an Frauen und eine kleine, elitäre Gruppe von Gourmets gerichtet hatten, zielten nun auf ein Massenpublikum ab. Food Network, ein New Yorker Fernsehsender, der sich ausschließlich auf die Ausstrahlung von Sendungen über Kochen, Gästebewirtung, Restaurants, Nahrungsmittel und Nahrungsmittelherstellung konzentriert, war seit 1993 auf dem Markt und trug dazu bei, diese Form von Sendungen zu einer Massenunterhaltung zu verändern. Gegen Ende des Jahres 2009 begann der Sender Cupcake Wars auszustrahlen, einen Kochwettbewerb, bei dem Cupcake-Bäcker gegeneinander antreten.
Rund ein halbes Jahr später begann der Fernsehsender TLC DC Cupcakes auszustrahlen. Die Reality Show zeigte den Alltag der in Washington bekannten Bäckerei Georgetown Cupcake. Mit der zunehmenden Verbreitung des Internet fällt auch der Anstieg von Webseiten und Blogs zusammen, die Kochen und Backen oder Berichte über Nahrung in den Mittelpunkt stellten.

### Wirtschaftliche Bedeutung in den USA

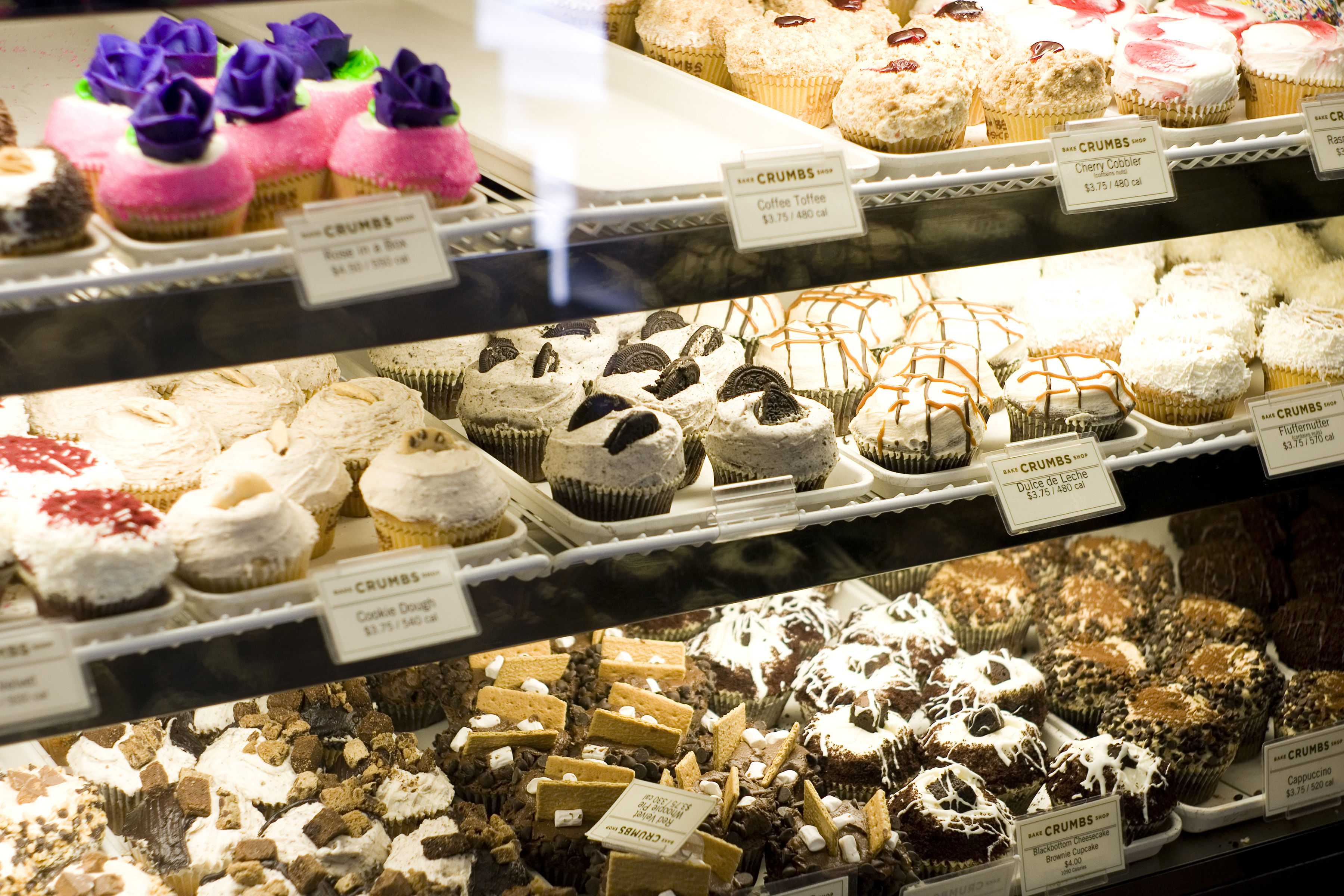
Auswahl der Bäckerei Crumbs Cupcake, die erste auf Cupcake spezialisierte Bäckerei, deren Anteile an der Börse gehandelt wurden

Zeitungen berichteten zunehmend auch über die kommerziellen Aspekte des Cupcake-Trends. So meldete die New York Times 2003, dass die Magnolia Bakery wöchentlich allein 40.000 Dollar mit dem Verkauf von Cupcakes umsetzte. Die umfangreiche Berichterstattung motivierte in den USA eine Reihe von Personen, Unternehmen zu gründen, die sich auf die Herstellung von Cupcakes konzentrierten. Cupcakes, wie sie von Bäckereien wie Magnolia Bakery oder der 2003 gegründeten Kette Crumbs Cupcake verkauft wurden, boten ihre Standardprodukte für einen Preis von 3,50 bis knapp 4,00 Dollar an. Verglichen mit dem Verkaufspreis waren die Herstellungskosten gering.
Die erste Bäckerei, die gegründet wurde, um ausschließlich Cupcakes zu produzieren, war Sprinkles Cupcakes in Beverly Hills. Insbesondere während der Finanzkrise ab 2007, als viele Unternehmen ihre Mitarbeiterzahl abbauten, motivierte dies Personen, sich mit einer eigenen Cupcake-Bäckerei selbständig zu machen. Der Verkauf von Cupcakes wuchs in den USA zwischen 2008 und 2012 um 56 Prozent, der Großhandelsverkauf von Cupcake-spezifischen Dekorationsmaterialien und Backblechen verdoppelte sich zwischen 2000 und 2010 und die Zahl der auf Cupcakes spezialisierten Bäckereien wurde für das Jahr 2012 auf 8.000 bis 9.000 mittelständische Unternehmen geschätzt.
Der Cupcake-Trend führte auch zu einem umfangreichen Merchandising-Angebot. Die Bäckerei Johnny’s Cupcake verkaufte in ihren Läden auch Kleidung, versehen mit einem piratenähnlichen Logo, bestehend aus einem Cupcake und gekreuzten Knochen. Daneben gibt es auf Cupcake bezogenes Kinderspielzeug und Schmuck.

## Zubereitung

### Rezeptur

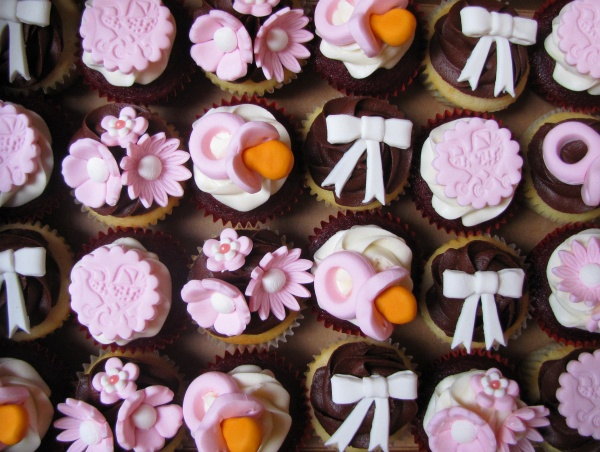
Für eine Babyparty dekorierte Cupcakes

Cupcakes haben Ähnlichkeit mit Muffins. Heute werden Cupcakes statt in einer Tasse zumeist in mit Papier ausgelegten Muffinformen gebacken. Anschließend wird der Cupcake mit einer Cremehaube (englisch: icing oder frosting) versehen und mit Obst, Zuckerperlen oder ähnlichem dekoriert. Bei den Cremes besteht eine breit gefächerte Auswahl, die von Frischkäsecreme bis zu unterschiedlichsten Buttercreme-Varianten reicht. Die Cremehaube kann mit einem Spachtel, einem Löffel oder einem Spritzbeutel auf den Cupcake platziert werden. Auf Cupcakes spezialisierte Bäckereien bieten auf Bestellung auch solche an, die dem jeweiligen Anlass entsprechend dekoriert sind. Die Verzierung ist üblicherweise essbar und besteht aus Marzipan, Fondant oder ähnlichem.

### Abwandlung
Zu den süßen haben sich auch herzhafte Cupcakes gesellt, nachdem es zunächst Mischformen wie Chili-Schokoladen-Cupcakes oder Maple-Bacon-Cupcakes gegeben hatte. Wie auch bei den süßen Cupcakes gibt es hier zahlreiche Möglichkeiten. So können sie vegetarisch oder vegan zubereitet werden sowie mit Fisch oder Fleisch.

## Trivia
Im Juni 2011 knackte der britische Geheimdienst eine Al-Qaida-Website, auf der zum Heiligen Krieg aufgerufen wurde und die auch detaillierte Anleitung zur Herstellung von Bomben gab. Diese Anleitungen wurden systematisch durch detaillierte Back- und Dekorationsanleitungen für Cupcakes ersetzt, die der Geheimdienst einer Website aus Ohio entnommen hatte.

## Einzelbelege
1. ↑  Lynne Olver: Cupcakes – Cake History Notes. In: The Food Timeline. Abgerufen am 1. Juli 2017.
2. 1 2  David Sax: The Tastemakers. S. 3.
3. ↑  David Sax: The Tastemakers. S. 6.
4. ↑  David Sax: The Tastemakers. S. 7.
5. ↑  David Sax: The Tastemakers. S. 8.
6. ↑  David Sax: The Tastemakers. S. 9.
7. ↑  David Sax: The Tastemakers. S. 10. Interview mit Christopher Nixon.
8. ↑  David Sax: The Tastemakers. S. 11. Interview mit Jean Retzinger. Im Original sagte Retzinger unter anderem:

“… I suspect the cupcake becomes an Emblem of those characters on Sex and the City. If you identify with those characters and lifestyle, the cupcake is your road into it.”
9. 1 2  David Sax: The Tastemakers. S. 12.
10. ↑  David Sax: The Tastemakers. S. 19.
11. ↑  David Sax: The Tastemakers. S. 14.
12. ↑  Julia Moskin: Once Just a Cupcake, These Days a Swell. In: The New York Times. 11. März 2003, abgerufen am 3. April 2015.
13. ↑  David Sax: The Tastemakers. S. 16.
14. ↑  Schätzung des US-amerikanischen Fachzeitschrift Modern Banking, zitiert in David Sax: The Tastemakers. S. 17.
15. ↑  David Sax: The Tastemakers. S. 18.
16. ↑  David Sax: The Tastemakers. S. 21.